# Embuscade de Kazay-Kazay
Guerre du Mali
Batailles
L'embuscade de Kazay-Kazay a lieu le 20 novembre 2016 pendant la guerre du Mali.

## Déroulement
L'embuscade est menée un jour d'élections municipales au Mali. Un convoi de l'armée malienne chargé de participer à une opération de sécurisation des opérations de vote tombe dans une embuscade près de Douentza. Les soldats, issus du cantonnement de Bambara Maoudé, transportaient alors les urnes de la localité de Kazay-Kazay en vue de leur dépouillement à Inadjatafane, chef-lieu de la commune. Les assaillants seraient des djihadistes issus d'un groupe basé au sud de Gao et commandé par El-Mansour. 

## Pertes
Selon une source de sécurité malienne de l'AFP, cinq soldats maliens trouvent la mort dans l'embuscade, dont le capitaine Moussa Siaka Koné, et huit autres sont blessés,,.